# Rhamnus aurea
Rhamnus aurea är en brakvedsväxtart som beskrevs av Heppeler. Rhamnus aurea ingår i släktet getaplar, och familjen brakvedsväxter. Inga underarter finns listade i Catalogue of Life.